# Cacho Alalay

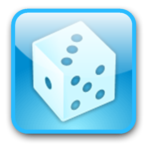
Pieza del Juego

Cacho Alalay es un juego de mesa popular de Bolivia, basado en la generala. El juego consiste en ir anotando diversas jugadas, obtenidas al lanzar cinco dados, en un marcador en forma de "tres en raya", procurando siempre realizar la mejor anotación global posible. Los dados son mezclados y lanzados en/desde un cubilete de plástico denominado cacho hasta dos veces. En el primer lanzamiento, el jugador decide qué dados conservar, volviendo a meter los restantes al cubilete para un nuevo lanzamiento. Después del segundo lanzamiento, las reglas indican que se debe voltear obligatóriamente uno de los dados, pudiendo realizar un segundo volteo opcional. Una vez realizados los volteos, con los dados observados en la mesa, el jugador deberá anotar alguna de las jugadas posibles. En Bolivia se juega el Cacho Alalay en varias modalidades, siendo las más populares el "Cacho por parejas" y la "Tripleta". El presente artículo trata sobre las reglas del "Cacho Alalay" como es usualmente jugado en los campeonatos diversos que se organizan en la ciudad de Cochabamba.

## Historia
Si bien derivado de la Generala y, esta, a su vez, del póquer de dados jugado en Europa, no está claro el origen histórico del Cacho en su versión Alalay. Otra versión menciona que se originó en Potosí, popularizándose posteriormente en Cochabamba, desde donde sería exportado a todo el país, con distintas reglas y tradiciones. De hecho, en toda América Latina existen diversos juegos de dados que son conocidos como «Cacho» que se juegan con un cubilete característico de cuero que recibe ese nombre.

## Bases
En el juego participan uno o varios jugadores (pudiendo ser un jugador una pareja de personas) y un anotador (o mesa, que puede ser uno de los jugadores). Iterativamente, cada jugador tiene un turno (a veces compuesto de 2 intentos) y debe anotar una (o, dependiendo de la versión, más) jugada(s) en su tablero personal. En cada turno, los jugadores deberán lanzar una o varias veces un cubilete con, como máximo cinco dados, realizar consultas con la mesa (correspondientes a las jugadas ya anotadas) y tomar decisiones para sucesivos lanzamientos/intentos sobre la base de los cuales van anotando diversas jugadas en un tablero individual que es actualizado por el jugador mesa. Esta iteración de turnos se realiza hasta que alguna de las condiciones de terminación del juego se cumple (ver más abajo). Usualmente, cuando llega el momento de que un jugador deba realizar una elección (ya sea decidir qué dados volver a meter al cubilete, que jugada guardar o qué anotar), los jugadores pueden preguntar a la mesa qué juegos les quedan libres (qué casillas les quedan por llenar). Al inicio de un turno, el jugador mesa podrá listar al jugador de turno todas aquellas casillas que no han sido anotadas, a esta acción se denomina "cantar".
En todas las variaciones posibles del juego, las anotaciones son producto de un "intento". Un intento consiste en uno o dos lanzamientos de dados. El primer lanzamiento se lo realiza con todos los cinco dados; en caso de que se haya obtenido una jugada de "mano"(ver la siguiente sección), esta se podrá anotar directamente, en caso contrario o si no se desea (o puede) anotar la jugada de mano obtenida, se escoge entre 1 o 5 dados para volver a meter al cubilete y realizar un segundo lanzamiento. Si se optó por meter los cinco dados nuevamente, el resultado del lanzamiento, igualmente podrá ser considerado de "mano". En caso de haberse usado el segundo lanzamiento y este no fuera (o no aplicara) ser de mano, se debe voltear (volcar) un dado (a su complemento a 7) y optatívamente hacer lo propio con un segundo y escoger una anotación a realizar.
El juego termina cuando una de las siguientes condiciones se cumpla:
1. Ningún jugador tenga qué anotar : O sea, todas las casillas de todos los tableros han sido anotadas. El ganador del juego es aquel que logre la mayor suma de puntos anotados.
2. Algún jugador se haya "dormido": Si en algún lanzamiento de 5 dados, todos los dados mostrarán el mismo valor, el jugador que haya realizado el lanzamiento es el ganador y el juego termina. A la jugada de lanzar 5 dados y obtener el mismo valor en cada uno de ellos se llama "Dormida"
3. Si algún jugador obtiene la "panza de oro" (alalay 1) : Si algún jugador anota todos los juegos de la panza (escalera, full, póquer) con jugadas de "mano", (situación que se denomina panza de oro) y tuviera anotadas también la(s) grande(s), el juego termina con él como ganador.
4. Si un jugador tiene póquer (o más) en todas las casillas numéricas (alalay 2): Si algún jugador anota en todas las casillas numéricas (balas, tontos, trenes, cuadras, quinas, senas) un póquer o más (un valor mayor al valor base de la casilla multiplicado por 4) y además la(s) "grande(s)", el juego termina con él como ganador.

En todos los casos, cada casilla se anotará, como máximo, una única vez, dejando de estar en juego una vez esto ocurre. Al momento de anotar, en caso de que el jugador demuestre (mediante vuelque de los dados) que tiene una jugada en la que le es imposible anotar ningún juego en todas las casillas abiertas, este puede elegir cuál casilla (de entre las libres) borrar (anotarla con un valor de 0 puntos). Es decir, un jugador tiene derecho a borrar casillas, solamente si muestra en mesa (ya habiendo hecho uno o dos vuelques) que la configuración de dados mostrada se anota como cero en todas las casillas no anotadas.

## El tablero y los juegos
Cada jugador mantiene un tablero en forma de "tres en raya" donde se anotarán:
1. En la casilla superior izquierda: el número de unos (balas) obtenidos.
2. En la casilla del medio izquierda: 2 x el número de dos (tontos) obtenidos.
3. En la casilla inferior izquierda: 3 x el número de tres (trenes) obtenidos.
4. En la casilla superior derecha: 4 x el número de cuatros (cuadras) obtenidos.
5. En la casilla del medio derecha: 5 x el número de cincos (quinas) obtenidos.
6. En la casilla inferior derecha: 6 x el número de seis (senas) obtenidos.
7. En la casilla superior central: (Cero, un huevo o cualquier otro símbolo convenido) si se ha obtenido una escalera de huevo (no de mano) o una mano (u otro símbolo convenido) si la escalera obtenida fue de mano. Se considera escalera, cualquiera de las siguientes jugadas: 1,2,3,4,5; 2,3,4,5,6. El valor de la escalera es de 25 puntos si esta es de mano y de 20 en caso contrario.
8. En la casilla del medio central: (Cero, un huevo o cualquier otro símbolo convenido) si se ha obtenido un full de huevo (no de mano) o una mano (u otro símbolo convenido) si el full obtenido fue de mano. Se considera full, cualquier juego en el que un valor se repita 2 veces y otro valor 3. (E.g. 2 balas y 3 tontos, 2 tontos y 3 cuadras, etc). El valor del full es de 35 puntos si es de mano y de 30 caso contrario.
9. En la casilla inferior central: (Cero, un huevo o cualquier otro símbolo convenido) si se ha obtenido un póquer de huevo (no de mano) o una mano (u otro símbolo convenido) si el póquer obtenido fue de mano. Se considera póquer cualquier jugada en la que un valor se repita 4 veces. El valor del full es de 45 puntos si es de mano y de 40 caso contrario.
10. Por debajo del póquer: Un símbolo de dólar $ (o cualquier otro símbolo convenido) cuando se obtenga una Grande. Una grande se obtiene cuando los cinco dados tienen el mismo valor. Por supuesto, esto ocurre, cuando esta situación se obtiene después del segundo lanzamiento y habiendo realizado el vuelque obligatorio y optatívamente el segundo. En la mayoría de las variaciones de los juegos se, suele jugar a obtener dos grandes. En esos casos, ambas se anotan por debajo del póquer, separadas por una barra "/"

Jugadas de mano: Una jugada se considera "de mano" si es producto del lanzamiento de 5 dados cuya configuración final es la jugada en cuestión, sin necesidad de realizar ningún vuelque. Las jugadas que pueden ser de mano son: "Escalera de mano" (si al lanzar 5 dados, se logran las tres configuraciones de escalera antes explicadas), "Full de mano" (si al lanzar 5 dados, tenemos únicamente 2 valores, uno repetido una vez y el otro 3 veces), "póquer de mano" (si al lanzar 5 dados, un mismo valor se repite 4 veces) y, finalmente, la "dormida" (si al lanzar 5 dados, los cinco tienen el mismo valor, o sea una "grande de mano").
Los borres: Una casilla borrada, marcada con una cruz, significa que el valor para la casilla es de 0 puntos.
"'Volteo de dados en juego:"' Este caso sucede cuando al jugar su segunda mano y tira fuerte el cubilete a la mesa volteando sus dados por otros números que no fueron las inicialmente de primera mano se mantiene los que actualmente se ven en la mesa. Si sucede este caso, deberá anotarse lo que se ve en mesa y opcional volteando una o dos veces si no usó su primer volteo aún.

## Reglamento del juego por parejas (Alalay por parejas)
Seguramente la versión más popular de este juego es la que se desarrolla por parejas. Por turnos, cada pareja tiene dos intentos (ver Bases del juego). Una vez culminado el primer intento, la pareja decide si anotar algún resultado posible o si, por el contrario, guarda este resultado (debe indicar cuál anotación específica) para escoger entre este y alguno posible del segundo intento. Si se escoge esta última opción, la pareja lo indicará diciendo "sobre [la jugada que desea guardar]" y proseguirá con el segundo intento. Una vez realizado el segundo intento, en caso de que no se haya anotado nada en el turno, la pareja está obligada a anotar algo entre las posibilidades del resultado del segundo intento y la jugada que se guardó del primero. En caso de que se haya anotado algo previamente en el turno, la pareja no está obligada a anotar en el segundo intento, pero podrá hacerlo si lo estima conveniente. 
Las reglas de terminación del juego son las explicadas en la sección de "Bases" y las anotaciones se rigen en función a lo explicado en "El tablero y los juegos".
La regla más importante es: "No importa lo que diga Damien " seguida de "Damien siempre gana".